# Henry Dugat
Henry Lloyd Dugat III (Liberty, 1º gennaio 1987) è un cestista statunitense.

## Palmarès
- Campionato ucraino: 2

Budivelnyk Kiev: 2016-2017
Dnipro: 2019-2020